# Fundación Al-Fatiha
La Fundación Al-Fatiha fue una organización que promovió los derechos civiles, políticos y legales de los musulmanes LGBTQ+. Fue fundada en 1997 por Faisal Alam, un activista paquistaní-estadounidense de los derechos LGBTQ+, y estuvo registrada como organización sin fines de lucro en los Estados Unidos hasta 2011.

## Historia
Alam fundó Al-Fatiha en noviembre de 1997. La organización surgió de un grupo de discusión en Internet para musulmanes de 25 países que cuestionaban su identidad y en octubre de 1998 había desarrollado numerosos capítulos en persona. En su apogeo, Al-Fatiha tenía 14 grupos en los Estados Unidos, así como oficinas en Inglaterra, Canadá, España, Turquía y Sudáfrica.
El nombre "Al-Fatiha" significa "la Apertura", que también es el nombre del primer capítulo del Corán. Al comienzo de ese capítulo ('sura'), se describe a Dios como compasivo y misericordioso; los fundadores de la organización creen que estos atributos caracterizan al Islam, en lugar del odio y la homofobia. Cada año, Al-Fatiha organizaba un retiro y una conferencia internacional de miembros. Las primeras conferencias tuvieron lugar en Boston, Nueva York, Londres y San Francisco a finales de los años 1990 y principios de los años 2000, y se centraron en cuestiones como la reconciliación de la religión y la orientación sexual. La última conferencia de Al-Fatiha se celebró en 2005 en Atlanta, Georgia.

### Amenazas de muerte en 2001
En 2001, Al-Muhajiroun, una organización internacional que busca el establecimiento de un califato islámico global, emitió una fetua declarando que todos los miembros de Al-Fatiha eran murtad , o apóstatas, y los condenaba a muerte. Debido a la amenaza y al provenir de sociedades conservadoras, muchos miembros del sitio de la fundación todavía prefieren permanecer anónimos para proteger su identidad mientras continúan con una tradición de secreto.

### Desafíos
Si bien Al-Fatiha trabajó para combatir la homofobia dentro de las comunidades musulmanas, también enfrentaba el desafío de tratar de evitar provocar una reacción islamófoba entre los no musulmanes. 
Después de que el fundador de la organización, Faisal Alam, dimitió, los líderes posteriores no lograron sostenerla. Comenzó un proceso de disolución legal en 2011.